# Monasterio de Santa María la Real (Aguilar de Campoo)
El monasterio de Santa María la Real es una antigua abadía de la orden Premonstratense situada en la localidad de Aguilar de Campoo, provincia de Palencia, comunidad autónoma de Castilla y León, España. Monumento construido a caballo entre los siglos XII y XIII en un estilo de transición del románico al gótico con elementos del arte cisterciense, en la actualidad acoge un Instituto de Educación Secundaria, la Escuela de Idiomas, la UNED, así como las sedes de la Fundación Santa María la Real-Centro de Estudios del Románico y del Museo ROM: Románico y Territorio. Es Bien de Interés Cultural (BIC) con categoría de Monumento Histórico-Artístico Nacional.

## Historia

### Orígenes y desarrollo
Según el relato legendario, carente de cualquier base histórica, esta casa cenobítica fue fundada por Opila, abad del Monasterio de San Miguel de Tablada en las orillas del Ebro, en algún momento de principios del siglo IX. Un hermano de Opila llamado Alpidio, encontrándose de caza por las riberas del Pisuerga, descubrió escondidas en el bosque dos pequeñas ermitas visigóticas dedicadas a Santa María y a los apóstoles San Pedro y San Pablo. En ellas estaban depositadas ciertas reliquias de los titulares y un arcón con una cruz de gruesos maderos encima. Los hermanos abrieron el arcón y en su interior hallaron una imagen del Santo Cristo (hoy venerada en la Colegiata de San Miguel de Aguilar de Campoo) que les impresionó por la nobleza de sus rasgos y por la fragancia que despedía la llaga de su costado. Ante tal prodigio, comenzaron a construir una casa religiosa en el mismo lugar del hallazgo.
La veneración hacia la imagen se popularizó y condujo a la fundación de numerosas viviendas, las cuales habrían de ser el núcleo originario de la villa. Relata un documento, que ha resultado ser falso que en 822, un sobrino y tocayo de Opila erigió el Monasterio de San Pedro y San Pablo de Aguilar, que justo 30 años después recibió del conde Osorio una donación traditio corporis et animae. En 950, Osorio Armíldez dispuso una refundación monacal bajo la advocación de San Martín de Aguilar y, probablemente, la Regla Benedictina.

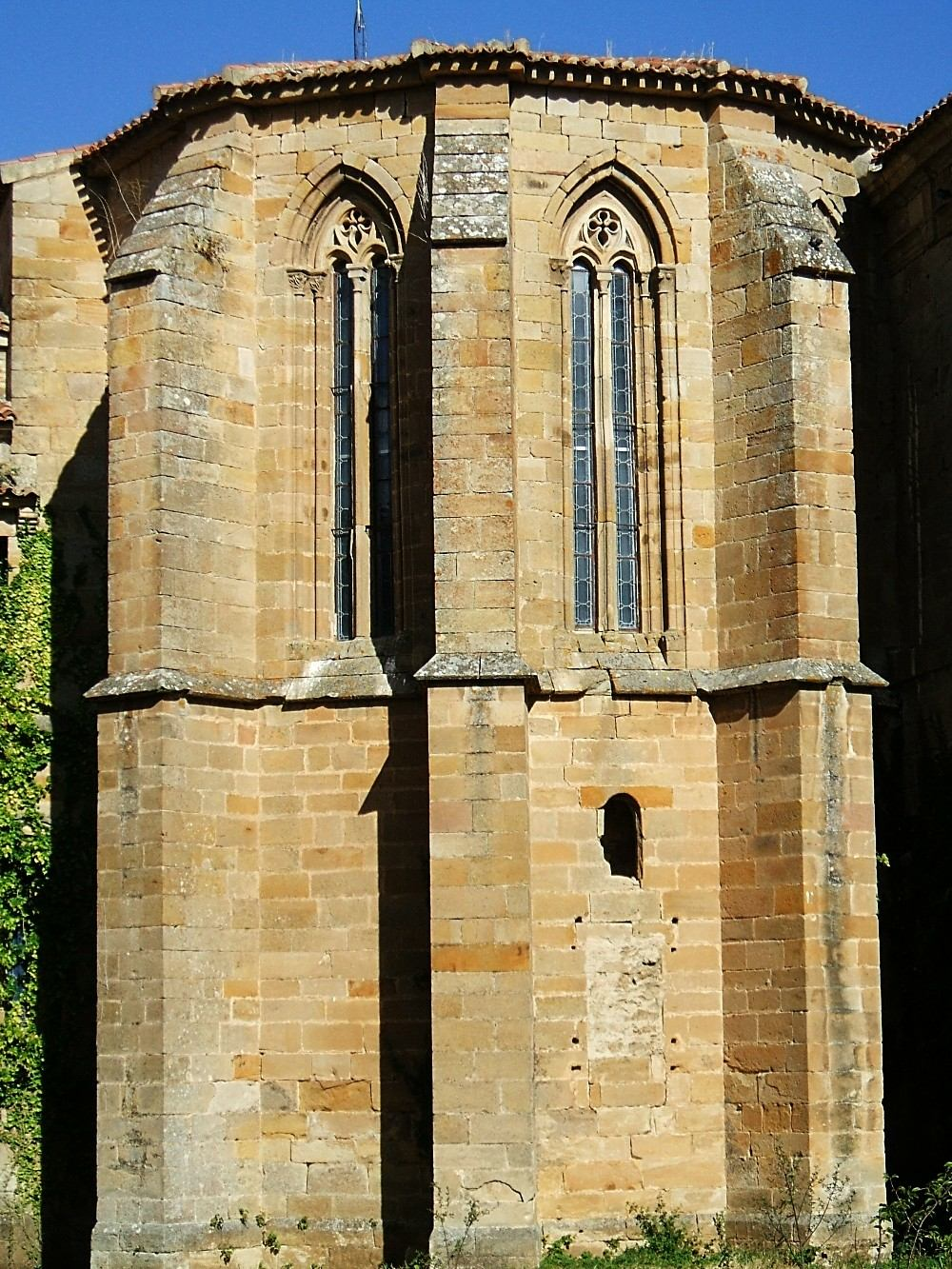
Ábside de la iglesia monacal

Las primeras noticias documentales se remontan a 1020. Aparecen en el Cartulario de Aguilar, que da cuenta de donaciones al Monasterio al tiempo que confirma la existencia de una comunidad dúplice de fratres et sorores (monjes y monjas). 1169 es el año fundamental en la historia del cenobio al producirse la entrega del mismo por el rey Alfonso VIII al abad del Monasterio de Santa María de Retuerta, en la vallisoletana Sardón de Duero, administrado por canónigos regulares de la Orden Premonstratense. El monarca castellano pasó a ejercer una decidida protección sobre el monasterio, llamado en lo sucesivo de Santa María la Real. Fue entonces cuando empezó a construirse el gran conjunto monástico en estilo románico en transición al gótico.

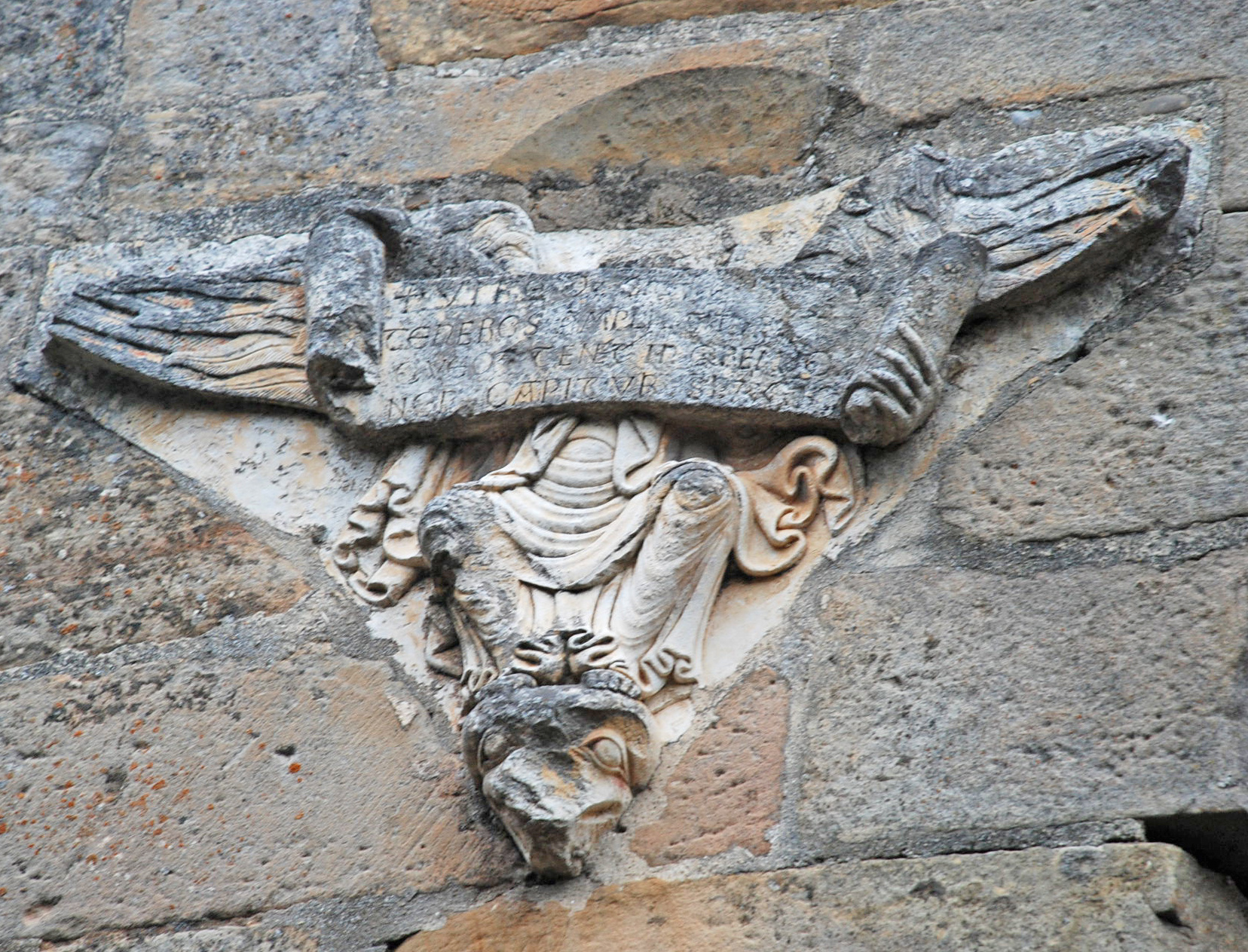
Inscripción románica

En las décadas siguientes, la abadía premonstratense fue enriqueciendo su patrimonio y riquezas con la paulatina recepción de heredades, donaciones, franquicias y otras concesiones regias y nobiliarias, llegando a convertirse en un importante centro de producción agropecuaria, amén de centro de irradiación artística y cultural. La constante expansión territorial del Monasterio fomenta la aparición de pleitos jurisdiccionales por tierras y rentas con otros establecimientos eclesiásticos. En 1222 fue consagrada la iglesia.

### Decadencia, exclaustración y abandono
Diversos factores políticos, económicos y demográficos condujeron al inicio del declive de Santa María la Real a inicios del siglo XIV. En 1323 se produce una destructiva rebelión de los monjes contra el abad y posteriormente el Monasterio sufrió los embates de la Peste Negra y las guerras civiles de los Trastámaras castellanos. El XV es un siglo de sosiego y relativa prosperidad, pero en el siglo XVI regresan las turbulencias por conflictos internos de la orden Premonstratense azuzados por la injerencia del rey Felipe II. En la centuria siguiente Santa María la Real experimenta una vuelta a su pasado esplendor bajo el sistema organizativo de la Congregación Premostratense de España que, entre otros aspectos, se traduce en la construcción de nuevas dependencias y ampliaciones. Las edificaciones auxiliares continuaron hasta finales del siglo XVIII.
Con tantos monasterios y conventos de todas las órdenes, el ocaso de Santa María la Real se aceleró a rebufo de la nueva situación política creada tras la Guerra de la Independencia Española. La orientación liberal del abad del momento le puso en el punto de mira de los carlistas al estallar la guerra civil en 1833, obligando a aquel a disponer una exclaustración temporal. Ésta se hizo definitiva con motivo de los decretos de desamortización y supresión de monasterios emitidos por Juan Álvarez Mendizábal en 1835 y 1836.
Con el proceso de desamortización las tierras dependientes del Monasterio y las dos hospederías que regentaba pasaron a manos de particulares, pero no así el propio cenobio que, no hallando comprador, quedó a merced de la rapiña, siendo víctima de una rápida ruina. Así, en 1871 fueron sustraídos la gran mayoría de los capiteles del claustro y alguno de la iglesia, con destino al Museo Arqueológico Nacional. Se dice que la gente entraba al edificio y sacaba sacos de libros y legajos para alimentar las estufas durante el invierno; tal vez queden aún en algunas casas documentos de aquellos, que no llegaran a quemarse. A principios del siglo XX el edificio se encontraba totalmente arruinado, con muchas mutilaciones y estructuras desmoronadas. Esta lamentable situación no se vio afectada por la declaración de Monumento Histórico-Artístico Nacional por decreto del 4 de diciembre de 1914.

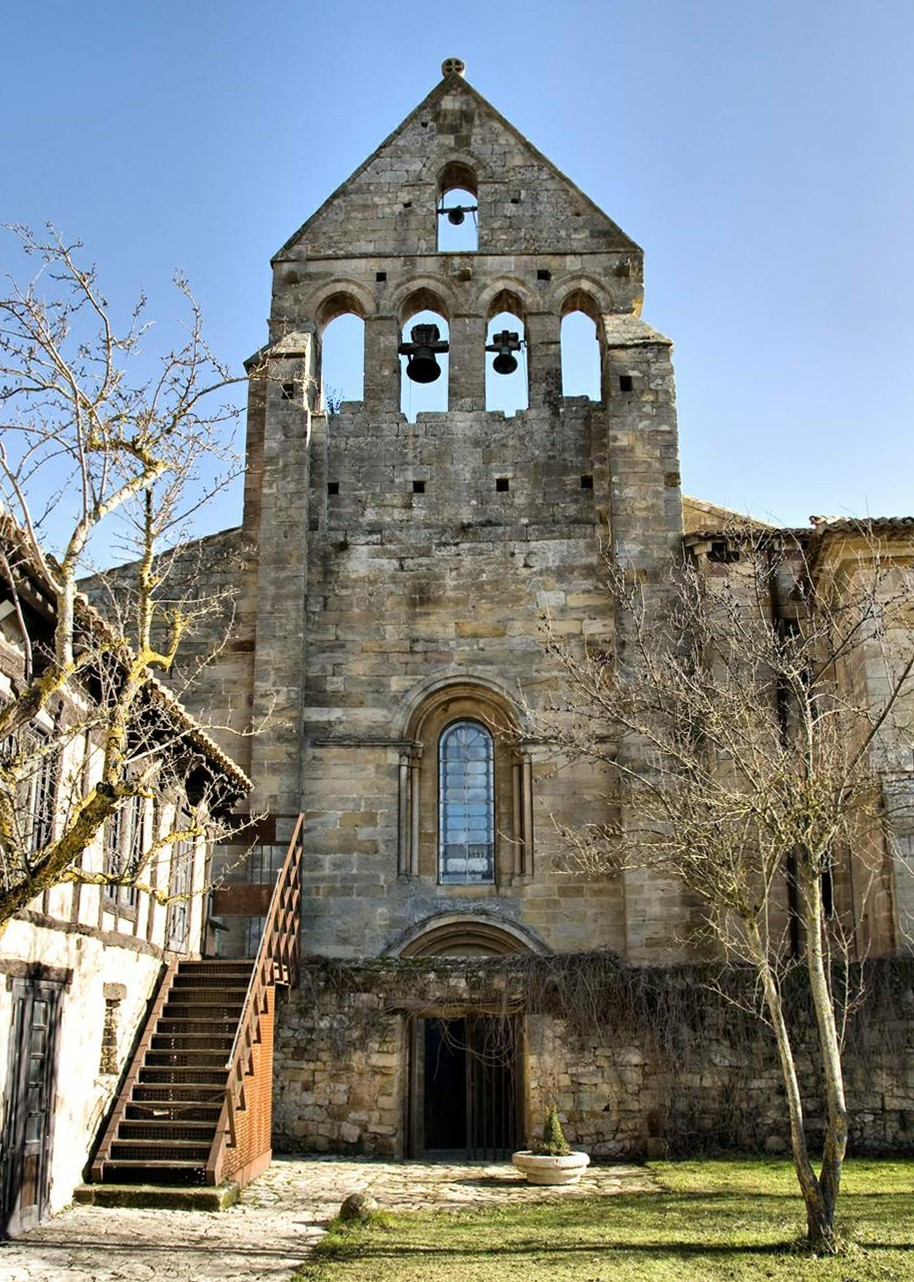
Hastial y espadaña de la iglesia

### Restauraciones del siglo XX
Entre 1955 y 1968 la Dirección General de Bellas Artes acometió una primera campaña de restauraciones que afectaron a las cubiertas de la iglesia, al claustro y la sala capitular, que se hallaban medio hundidos y llenos de escombros. Ambos espacios fueron reconstruidos casi por completo, llegando a desmontarse y volverse a armar partes enteras. En 1978 comenzó una segunda etapa de desescombro y restauración a iniciativa de la Asociación de Amigos del Monasterio de Aguilar, creada aquel año ex profeso por el arquitecto José María Pérez González (Peridis), la cual aplicó, a diferencia del historicismo que había caracterizado la restauración anterior, un criterio didáctico, arqueológico y eminentemente funcional, ya que se pretendía tanto reconstruir como rehabilitar para dar espacio a nuevos usos seculares.
Las dependencias recién restauradas acogieron a partir de 1984 un Instituto de Enseñanza Secundaria, función educativa destinada a los jóvenes del pueblo y de la comarca. Siempre bajo el impulso voluntario de su Asociación de Amigos, el Monasterio multiplicó su oferta de actos culturales y académicos. En 1985 comenzó a funcionar la Escuela Taller, dirigida a completar la labor restauradora del edificio y a dar formación arquitectónica y arqueológica.

### Centro y Fundación de Estudios del Románico

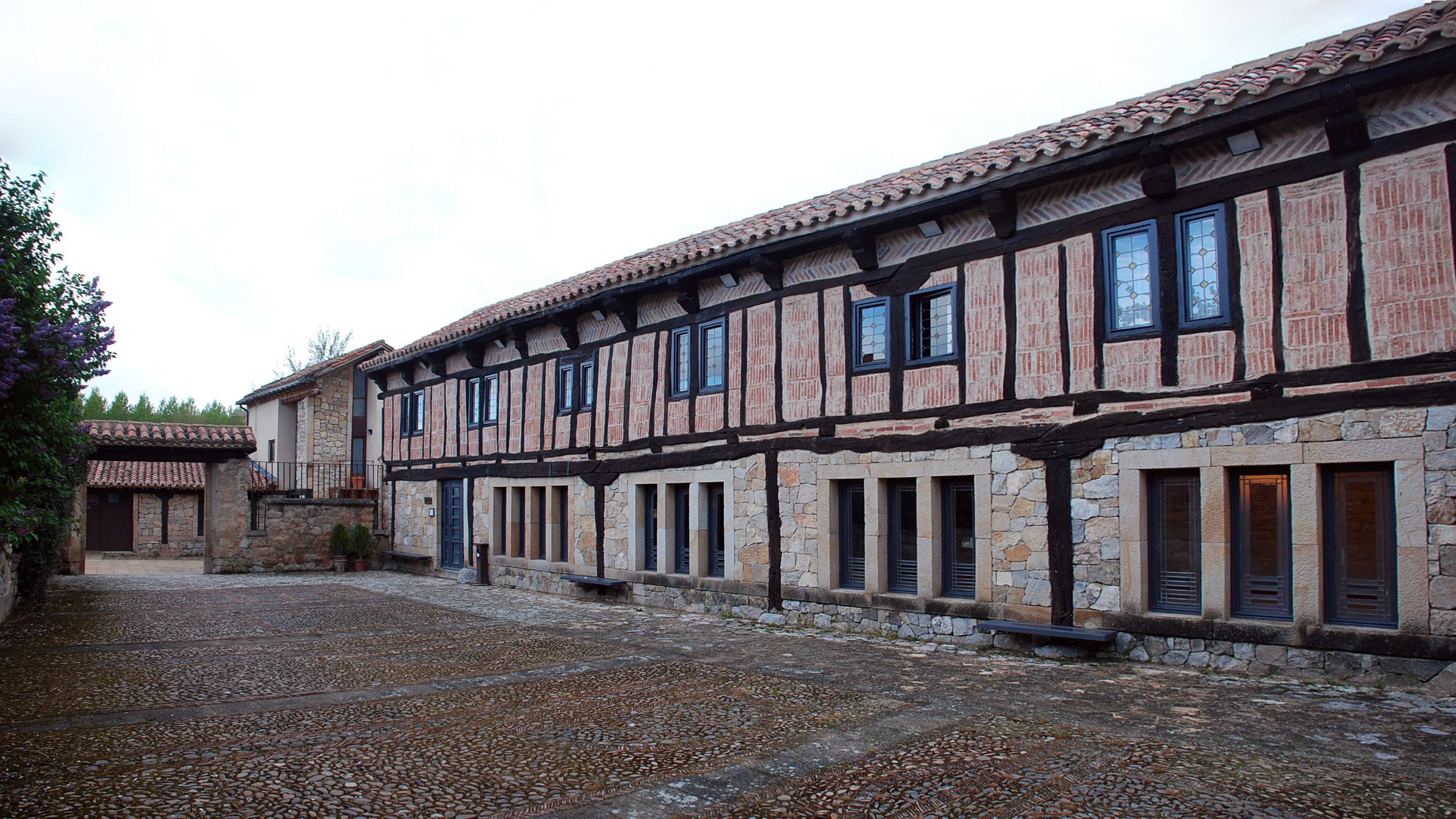
Hostería del monasterio

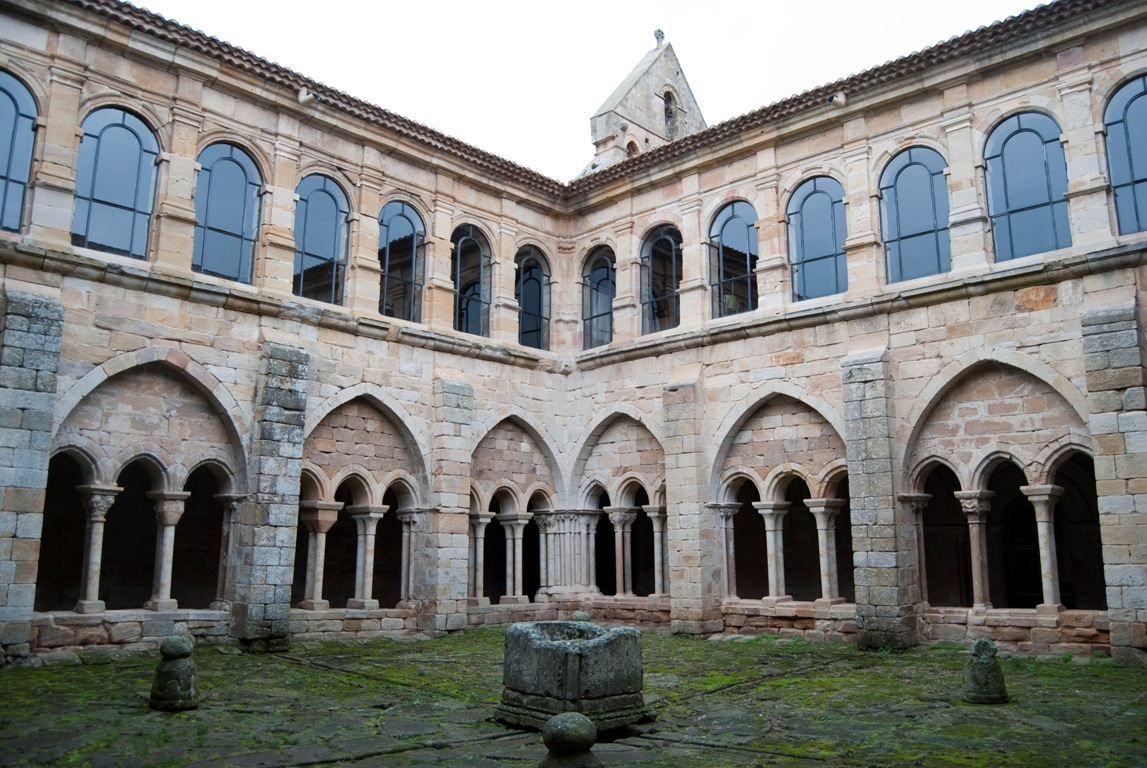
Claustro del Monasterio de Santa María la Real

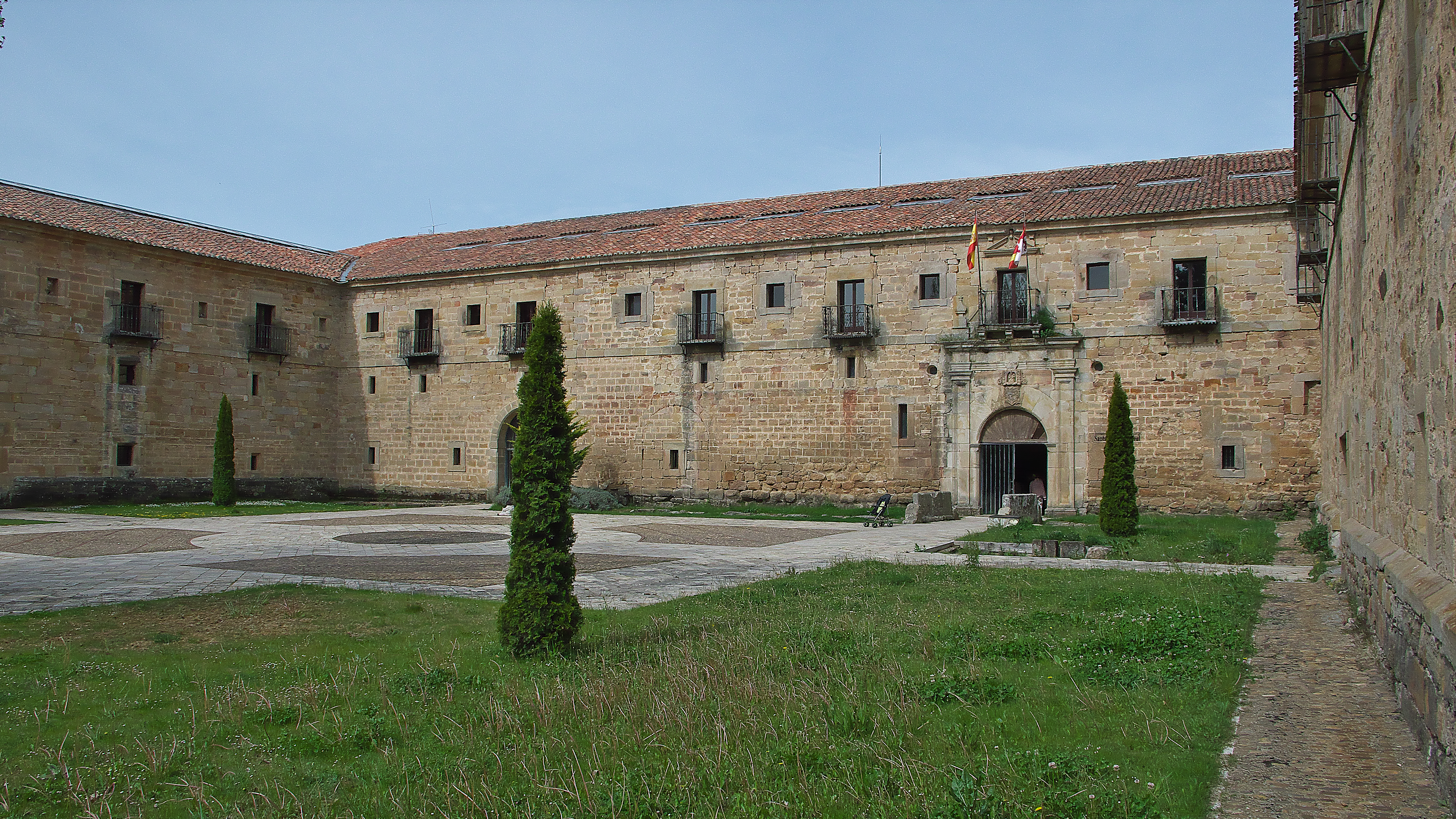
Entrada al monasterio

1988 es un año decisivo con la inauguración del Centro de Estudios del Románico (CER) como culminación de una década de esfuerzos de la Asociación de Amigos del Monasterio de Aguilar. Entre sus fundadores figuraba el arquitecto y humorista gráfico lebaniego José María Pérez González, alias Peridis.

### Planta

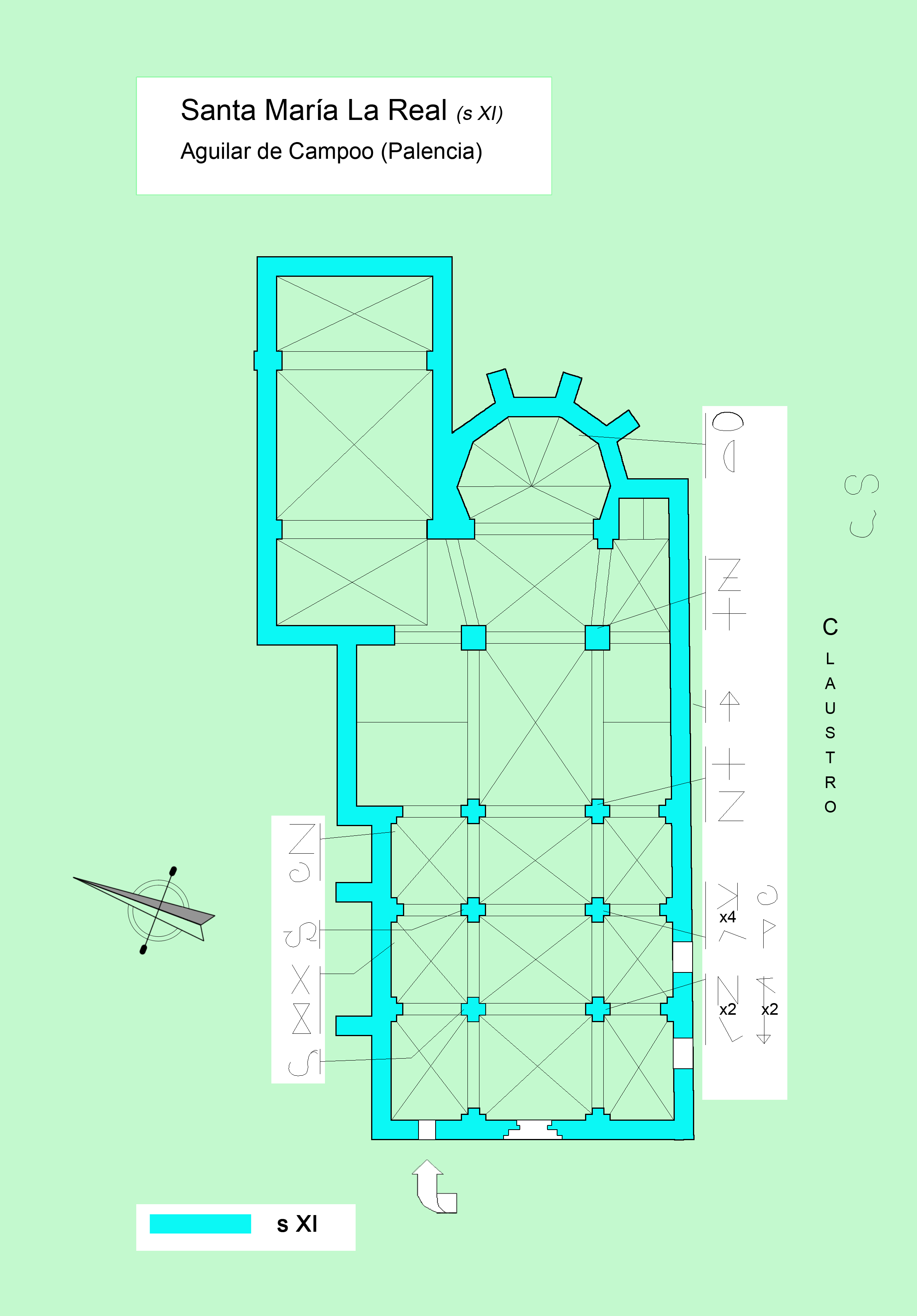
Aprox. a la planta de la Iglesia de Santa María La Real y Marcas de cantería

## Descripción

### Marcas de cantería
Se han identificado un total de 29 marcas de 18 tipos diferentes situadas en el interior del templo.

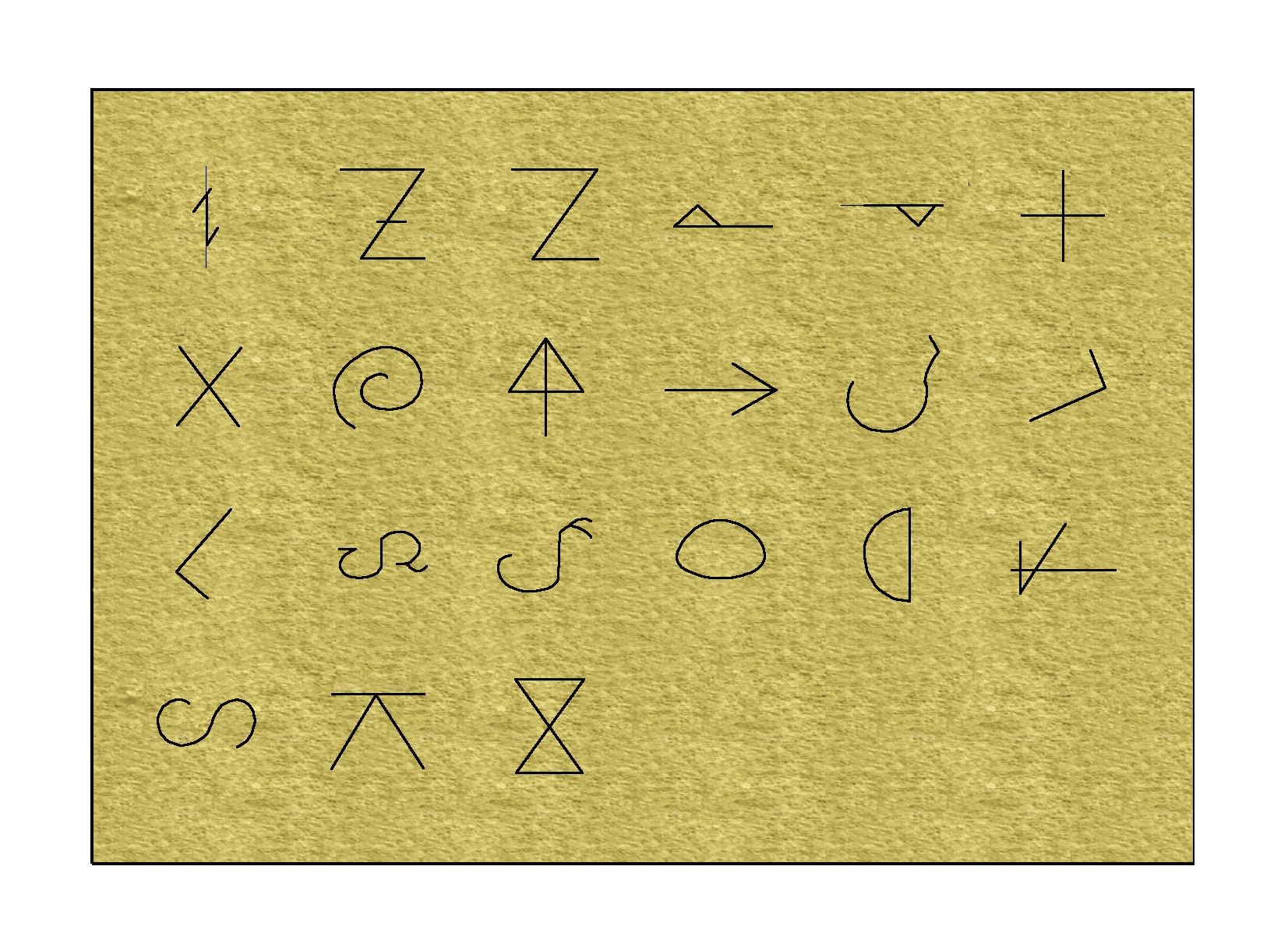
Catálogo de tipos de marcas de cantería en la Iglesia de Santa María La Real. Ver Planta

| Zona        | Tramo | Marcas | Tipos |
| ----------- | ----- | ------ | ----- |
| Presbiterio |       | 4      | 4     |
| Crucero     |       | 1      | 1     |
| Nave        |       |        |       |
| Evangelio   | 1     | 2      | 2     |
| Evangelio   | 2     | 3      | 3     |
| Evangelio   | 3     | 1      | 1     |
| Epístola    | 1     | 2      | 2     |
| Epístola    | 2     | 7      | 4     |
| Epístola    | 3     | 6      | 4     |
| Otros       |       | 3      | 3     |